# Friedrich Zahn (Statistiker)
Friedrich Wilhelm Karl Theodor Zahn (* 8. Januar 1869 in Wunsiedel; † 1. Februar 1946 in Immenstadt) war ein international anerkannter deutscher Statistiker, Präsident der Deutschen Statistischen Gesellschaft sowie Ehrenpräsident des Internationalen Statistischen Instituts.

## Leben

### Beruflicher Werdegang
Friedrich Zahn entstammte einer kinderreichen oberfränkischen Familie und war der Sohn des Oberlehrers Markus Zahn und dessen Ehefrau Christiane Stoll. Nach dem Besuch der Oberrealschule Wunsiedel und dem Abitur am Gymnasium Christian-Ernestinum in Bayreuth absolvierte Friedrich Zahn ein Studium der Rechtswissenschaften an der Ludwig-Maximilians-Universität München und der Universität Leipzig, wo er 1890 mit der Dissertation Die Organisationen der Prinzipale und der Gehülfen im deutschen Buchdruckgewerbe zum Dr. phil. promovierte. Seit dem Studium war er Mitglied der Studentenverbindung Akademischer Gesangverein München im SV.  1895 promovierte er in Erlangen zum Dr. jur. und wurde Bezirksamtsassessor bei der Regierung von Oberbayern. 1896 als kommissarischer Hilfsarbeiter in das Statistische Reichsamt in Berlin beordert, wurde er dort 1900 Regierungsrat und ständiger Hilfsarbeiter. Vom Sommersemester 1903 bis zum Wintersemester 1905/1906 lehrte er an der Humboldt-Universität zu Berlin Staats-, Kameral- und Gewerbewissenschaften.
Nach einer kurzzeitigen Tätigkeit als Beigeordneter der Stadt Düsseldorf kam er 1907 in das bayerische statistische Landesamt, dessen Präsident er 1917 wurde. Zahn war 1913 zugleich nebenamtlicher Professor an der Staatswissenschaftlichen Fakultät der Universität München und während des Ersten Weltkrieges Leiter des Kriegswucheramtes. 1917 erwarb er den Titel und Rang eines Ministerialdirektors. 1925 wurde er Nachfolger des Georg von Mayr im Amt des Präsidenten der Deutschen Statistischen Gesellschaft. Die Zahl der Mitglieder dieser Institution erhöhte sich während seiner Amtszeit deutlich und das Themenfeld erweiterte sich um konjunkturstatistische, betriebswirtschaftliche und erkenntnistheoretische Fragestellungen. 1943 trat Zahn von seinem Amt zurück. Sein Nachfolger wurde Johannes Müller.
In den Jahren von 1931 bis 1936 war der Präsident des Internationalen Statistischen Instituts und danach dessen Ehrenpräsident. Er war Herausgeber von „Allgemeines statistisches Archiv“.

### Schriften (Auswahl)
- Die Finanzen der Großmächte (1908)
- Die Statistik in Deutschland nach ihrem heutigen Stand (1911)
- Bayern und die Reichseinheit (1919)[5]

### Auszeichnungen
1939 Goethe-Medaille für Kunst und Wissenschaft